# 4-氰基-4'-戊基联苯
4-氰基-4'-戊基联苯（或称为4'-正戊基-4-氰基联苯）是一种有机化合物，分子式C18H19N，用于制造向列型液晶。